# 苏保衡
蘇保衡（1112年—1167年），字宗尹，生于云中天成（今山西省天镇县），祖籍应州浑源，中国金朝官员。
其父苏京原为辽朝西京留守，1126年献城于攻打西京的完颜宗翰。苏京不久病死，临终前将苏保衡托付于完颜宗翰，后在完颜宗翰的推荐下，苏保衡被授予进士出身、太子洗马。
苏后前往陕西，在完颜撒离喝帐下参谋军事。天德年间，苏参与中都城的营造工作，后在张浩的保举下被任命为大兴少尹，负责督造先帝陵寝，不久晋升为工部尚书。
完颜亮伐南宋时，苏负责在通州造海船，后被任命为浙东道水军都统制，与完颜郑家率水军进攻临安，但在唐岛之战中大败，苏仅以身免。
金世宗大定二年（1162年），苏重新入朝，奉命抚慰山东灾民，有德政，回朝后出任刑部尚书。同年，苏前往陕西，为仆散忠义伐南宋的军队负责后勤事宜，后被调回朝任太常卿、礼部尚书。次年，苏升任参知政事，与仆散忠义共同负责与南宋的和谈，同年升任尚书右丞。和谈结束后，苏负责宫殿修缮。
大定六年，苏患病，欲辞官退隐，但被驳回，不久病逝。